# Lepidosperma avium
Lepidosperma avium är en halvgräsart som beskrevs av Karen Louise Wilson. Lepidosperma avium ingår i släktet Lepidosperma och familjen halvgräs.
Artens utbredningsområde är Sydaustralien. Inga underarter finns listade i Catalogue of Life.